# 心奏
心奏（らら）は、日本のヴァイオリニスト、歌手、タレント、ラジオパーソナリティ、ナレーター。
ヴァイオリンを弾きながら歌う。

## 略歴・エピソード
心奏でララと読ませる芸名は、心から奏でて　ららら〜　という当て字で、デビュー時に命名されたが、本人は他の候補が良かったとライブMCで語った事がある。
デビュー前から著名音楽家と共演し、ポップ・ミュージック界で活動を開始し、当時少なかったロックバンドでのヴァイオリン演奏で注目を浴びる。多くのステージに出演する他、am/pmのCMソングを演奏。多方面のジャンルでレコーディングメンバーとしても参加。
2008年 - ボリショイサーカス日本公演イメージソング「私はピエロ」で歌手としてデビュー。同年の同日本公演サブイメージソングには自身が作詞作曲ヴァイオリン編曲を手がけた「虹色のクレヨン」が使用され、サーカスの団員と共に日本国内のほぼ全公演でパフォーマンスを披露した。世界で唯一のピッコロヴァイオリン奏者であるグレゴリーセドフとも二度のコンサート共演を果たしている。
2009年 - バップから「あなたがいたから」をリリースし、メジャー・デビュー。この曲は森進一のカバー曲であり、前奏と間奏と後奏でヴァイオリンを弾くためにアレンジを変えてある事が特徴。
2013年 - 自身の出身地である群馬県渋川市の観光大使に就任。ユニバーサルミュージックから『スカイツリーで逢いましょう』『お山の公園』をリリース。
2017年 - 文化庁芸術祭参加作品『浅草オペラ100周年記念 あぁ夢の町 浅草』舞台に、唯一のヴァイオリニストとして、1ヶ月間の全公演に出演。2019年の再演時にはヴァイオリンソリストとしての出演に加え、ヴァイオリニストとしては異例の役付、台詞付であった。
2019年 - 『泉谷しげるアートオブライブ』で、全国各地で泉谷しげると共演。
2022年 - 自身の出身地である群馬県渋川市の応援大使に就任。
ラジオの仕事は多岐に渡り、出演多数（詳細後述）。レインボータウンFMでは自身のラジオ番組「Rala♡la 音楽室」で、パーソナリティを務めている。放送開始時は毎月第3火曜日の11:30-12:00の公開生放送だったが、11:00-12:00の公開生放送に拡大された。泉谷しげるが二度この番組のゲストとして出演しているが、公開生放送中に「ノーギャラで来た」と話したため、ゲストは本人の音楽仲間を直接本人が呼んでいる事が判明。泉谷とは、アートオブライブ及び番組での共演多数。日本各地のイベントへ同行し、ヴァイオリン演奏だけでなく、イベント司会、地方番組出演など、泉谷のアシスタント全般を請け負う。
自身が観光大使を務める群馬県渋川市で開催したアートオブライブ in 渋川では、本人が直接、渋川市長へアポイントメントを取り、泉谷をゲストに地域活性化イベントをしたいと直談判し、出演のみならず企画・運営を担い、事前PR活動まで請け負い番組出演の段取りまでセッティングとブッキングしたというエピソードをイベント開催時に明かした。
歌手としてのソロ活動と共にMAN WITH A MISSION、泉谷、生沢佑一、Aldiousなど多数のレコーディング、ライブサポートメンバーにヴァイオリニストとして参加している。
衣装デザイン&プロデュースも手掛けており、群馬県では市民大学講座の講師を務める。

## 出演

### イベント
- 2019年
  - 1月
    - VOL.1 「アート オブ ライブとは?」泉谷しげるアート オブ ライブin YouTube 共演
    - VOL.2「ワインを飲みながら世界の名画を語ろう」泉谷しげるアート オブ ライブin YouTube 共演
    - VOL.3「'60〜'70年代のロックエイジはAIを創った?」泉谷しげるアート オブ ライブin YouTube 共演

  - 3月
    - VOL.4 「天草に行こう!とにかく「天草」大特集（前編）」泉谷しげるアート オブ ライブin YouTube 共演

  - 4月
    - 20日　群馬県渋川市桑原巨守美術館　ソロコンサート
    - 26日-30日　三次もののけミュージアムオープン記念イベント　泉谷しげるトーク&ライブ全出演

  - 5月
    - VOL.5 『七つめの会議/アート オブ ライブ&モトックスワインパーティーコラボ大作戦!』 『ワインを飲みながら世界の名画を語ろう』漫画家・吉田聡と『岡本太郎』を語る 泉谷しげるアート オブ ライブin YouTube 共演
    - VOL.7 「広島・三次もののけフェスティバル大特集」泉谷しげるアート オブ ライブin YouTube 共演
    - VOL.8 「ワインを飲みながら世界の名画を語ろう_寺田克也編」泉谷しげるアート オブ ライブin YouTube 共演
    - 13日　トークライブ音楽番組『4U』出演

  - 6月
    - 21-22日　アートオブライブ　スピンオフ企画　泉谷しげる×モトックス　ワインパーティー代官山ヒルサイドテラス出演  泉谷しげるアート オブ ライブin YouTube 共演
    - 30日　泉谷しげる全力6時間ライブ出演 渋谷duo MUSIC EXCHANGE

  - 7月
    - VOL.9「群馬・渋川大特集」泉谷しげるアート オブ ライブin YouTube 共演

  - 11月
    - VOL.10「群馬・渋川駅前大通り祭　前編」泉谷しげるアート オブ ライブin YouTube 共演
    - VOL.11「群馬・渋川駅前大通り祭　後編」泉谷しげるアート オブ ライブin YouTube 共演

  - 12月
    - VOL.12「下北沢 ガーデンフェス2020編」

  - 1日　群馬県警渋川警察署の1日警察署長を勤める。
- 2020年
  - 2月 泉谷しげるx心奏 全力三日間ライブ下北沢
  - 4月 カブキロックス氏神一番Birthday Special Live ソロライブ出演 in渋谷La.mama
- 2021年
  - 1月 若葉劇団 ソロ出演 武蔵野芸能劇場
  - 4月 若葉劇団 ソロ出演 仙川劇場
  - 5月 若葉劇団 ソロ出演 武蔵野芸能劇場
  - 6月 若葉劇団 ソロ出演 多摩
  - 9月 若葉劇団 ソロ出演 武蔵野芸能劇場
  - 生沢佑一 YouTube Liveシリーズ 出演中
  - 12月
    - 関将Birthday Special Live ヴァイオリニスト出演 in 原宿クロコダイル
    - Double de Show Special Live ヴァイオリニスト出演 in Live Theater Orpheus
- 2022年
  - 4月
    - カブキロックス氏神一番Birthday Special Live ソロ出演 in 渋谷La.mama
    - 若葉劇団 ソロ出演 in 東新宿アトリエファンファーレ

  - 7月
    - YOYOTA GAZOO Racing Rallychallenge"グッドドライバーレッスン”開会式 司会進行&演奏 in 渋川市民会館
    - 若葉劇団 ソロ出演 in 武蔵野芸能劇場
    - カブキロックス氏神一番 Selection UjigamiX Vol.1 Special Live ソロ出演 in 渋谷La.mama
    - 『手紙〜届かなかったラブレター』朗読舞台 ヴァイオリニスト出演 in 新宿

  - 8月 渋川市地域づくり講演 『音楽界で輝く女性講師』 in 渋川市民会館大ホール
  - 10月 カブキロックス氏神一番 Selection UjigamiX Vol.2 Special Live ソロ出演 in 渋谷La.mama
  - 11月 こどものためのチャリティコンサート with 松崎しげる、柴俊夫、佐藤浩市、田中健他 in ヒューリックホール東京
  - 12月
    - お江戸サロン クリスマス祭 ソロ出演 with 氏神一番 in La Boulette原宿
    - 氏神サンタのX'mas 2022 Special Live  ソロ出演 in 渋谷La.mama
    - X'mas Live ソロ出演 in ユートリアドーム
    - 『The 和のクリスマスライブ』 with 創作日本舞踊孝藤流家元二代目 孝藤右近 in 浅草屋形船
- 2023年
  - 1月
    - Lohas Masaki Birthday Live ソロ出演 in ロサンゼルスクラブ
    - My old fashioned love songs Vol.1 記念Live with 生沢佑一 in アビーロード六本木

  - 3月
    - カブキロックス氏神一番 Selection UjigamiX Vol.3 Special Live ソロ出演 in 渋谷La.mama
    - My old fashioned love songs Vol.1 記念Live 追加公演 with 生沢佑一 in アビーロード六本木
    - Birthday Live in ガルバホール新宿

  - 4月 カブキロックス氏神一番Birthday Special Live ソロ出演 in 渋谷La.mama
  - 5月 ハワイアンフェスティバル ソロ出演 in 錦糸公園
  - 6月
    - ロックな夜会 ソロ出演 in 東高円寺ロサンゼルスクラブ
    - ダイバーシティアートトラベル in コスモプラネタリウム渋谷

  - 7月
    - YOYOTA GAZOO Racing Rallychallenge"グッドドライバーレッスン in 渋川市民会館
    - ソロ出演 in 勝田台文化センター
    - 龍王祭 ソロ大トリ出演 in 鬼怒川温泉

  - 8月
    - 渋川市金島　ふれあい夏祭りソロ出演 in 金島ふれあいセンターホール
    - アメリカンハワイHelloWorldフェスティバル ソロ出演 in 日比谷公園

  - 10月　おなご祭ソロ出演 in  渋谷Lamama
  - 12月
    - Sonic Cafe in 横濱エアジン
    - Christmas Liveソロ出演 in 渋谷Lamama

### ラジオ・テレビ
- STVラジオ『都とララの本気トークWOMAN』
- NHK-FM放送『歌謡スクランブル』
- NHKラジオ第1放送『日曜バラエティー』
- LUNA SEA『真矢ラジオ』
- レインボータウンFM『諄とララの夢物語』『Rala♡la 音楽室』パーソナリティ
- HBCラジオ
- BSNラジオ
- 日本テレビ系列『ズームイン!!SUPER』
- テレビ埼玉『演歌街道』司会

### 舞台
- 2017年
  - 10月 文化庁芸術祭参加作品『浅草オペラ100周年記念 あぁ夢の町 浅草』
- 2021年
  - 1月 若葉劇団  武蔵野芸能劇場
  - 4月 若葉劇団  仙川劇場
  - 5月 若葉劇団  武蔵野芸能劇場
- 2023年
  - 7月 「手紙〜届かなかったラブレター」主演 in Gyoen Rosso 198

## 作品
- 私はピエロ (2008年7月21日)
- あなたがいたから(2009年2月25日)
- スカイツリーで逢いましょう (2013年4月3日)
- 風のでんわ(2021年7月21日)
- 飛行(2023年6月23日)
- キミ思フ。(2023年6月23日)